# Кулебра (Пуерто-Рико)
Кулебра (ісп. Culebra, МФА: [kuˈleβɾa]) — муніципалітет Пуерто-Рико, острівної території у складі США. Заснований 27 жовтня 1880 року.

## Географія
Займає територію однойменного острова, розташованого західніше острова Пуерто-Рико. Площа суходолу муніципалітету складає 28 км² (75-е місце за цим показником серед 78 муніципалітетів Пуерто-Рико).

## Демографія
Станом на 2010 рік на території муніципалітету мешкало 1 818 ос.
Динаміка чисельності населення:

## Населені пункти
Основним населеним пунктом муніципалітету Кулебра є однойменне місто:
| Населений пункт | Статус | Населення :   | Населення :   | Населення :   |
| Населений пункт | Статус | на 01.04.1990 | на 01.04.2000 | на 01.04.2010 |
| --------------- | ------ | ------------- | ------------- | ------------- |
| Кулебра         | Місто  | 1 244         | 1 418         | 1 590         |